# Olengo
Olengo è una frazione di 490 abitanti del Comune di Novara.
Si trova a sud-est della città, a margine della ex Strada statale 211 della Lomellina e dista circa 5 km dal centro cittadino.
Insieme al quartiere Bicocca forma la Circoscrizione Sud-Est ed è uno dei capolinea della linea urbana 1.

## La storia
L'origine del borgo è molto antica, sono stati rinvenuti numerosi reperti di epoca romana ed un residuo di strada pavimentata con la tecnica classica mediante pietre e ghiaia. Nel medioevo fu dotato di un importante castello di proprietà dei Conti di Pombia di esistenza testimoniata già nel 1025 in una donazione imperiale di Corrado II al vescovo Pietro III. Ha costituito comune autonomo fino all'inizio dell'Ottocento.
Dal latino "Vilengum" così compare nelle carte dell'Archivio Capitolare. Il Bascapè in "Novara Sacra" lo cita come Gulingo-Vuilengo-Villingo. Nell'Ottocento fino a noi: Ollengo o Olengo.
La toponomastica della regione novarese conserva ancora tracce della colonizzazione longobarda con tutti i nomi che terminano in "engo", come Orfengo, Ghislarengo, Fisrengo, Pisnengo... Infatti nelle antiche pergamene molti testi dichiarano di vivere secondo la legge longobarda. Ovviamente gli storici discutono sulla etimologia. Alcuni lo fanno derivare dall'onomastico Will-Wilhelm, altri da Villi(ngo), cioè piccola villa. Verosimilmente potrebbe derivare dal nome del signor "Olego", proprietario di terreni in zona: "Item aliam petiam terre arabilis iacentis ad Bichocam quam tenet illi de Olegis, que est starii quatuordecim, vel id circha, cui coheret a mane stata Guilengi, a meridie Johannis Olegus, et a sero strata Garbanee".

## La chiesa

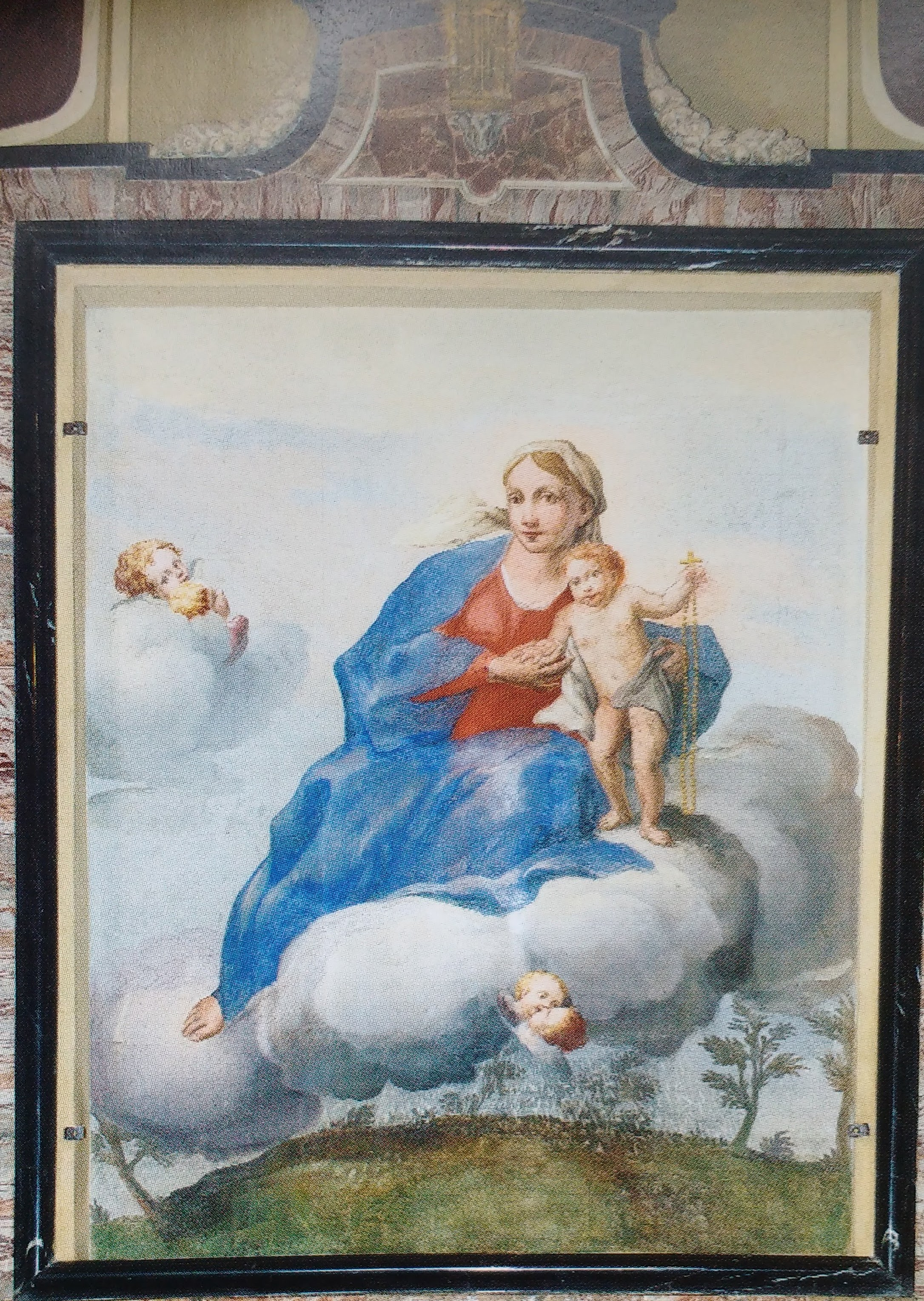
Madonna della Neve patrona di Olengo

La parrocchia di Olengo fu sempre strettamente collegata al capitolo di S.Maria della vicina città di Novara. Il primo parroco (anno 881) fu Protasio, inviato dal vescovo Ernusto. A causa di un incendio avvenuto nell'archivio parrocchiale verso la metà del 1800, non si è in grado di dare una esatta compilazione né un elenco dei parroci prima del Concilio di Trento.
La bolla di Papa Innocenzo II (26 giugno 1133) conferma al vescovo di Novara Litifredo i beni della Chiesa novarese. Fra le pievi nominate c'è quella di Vespolate. Di diritto la chiesa-cappella di Olengo appartiene al vicariato di Vespolate, anche se l'importanza di Olengo era seconda soltanto alla pieve vicariale. Olengo si distaccò dalla pieve di Vespolate formando parrocchia autonoma nella seconda metà del 1500.
L'attuale chiesa parrocchiale fu consacrata il 27 marzo del 1855. Era vescovo di Novara mons. Giacomo Filippo Gentile, che tanto soffrì per le rappresaglie compiute in città dalle soldatesche austriache nel 1849. Era infatti ancora vivo nei novaresi quel triste ricordo storico (la battaglia della Bicocca del 23 marzo 1849) che coinvolse anche il parroco e i parrocchiani di Olengo. Con una generosa donazione del vescovo e un contributo del Comune in quegli anni si concluse anche la costruzione della nuova casa parrocchiale, giusto in tempo perché gli ufficiali austriaci ne facessero la loro sede e l'osservatorio durante la battaglia del 1849.
Titolare della parrocchia è la Madonna della Neve, che risulta essere un evento curioso e sempre da scoprire. Si racconta che un abitante di Olengo di ritorno da Roma portasse in dono alla parrocchia una tela che rappresentava appunto il miracolo in questione.

## Il circolo "Amici di Olengo"
Unico esercizio pubblico presente nella frazione è il circolo "Amici di Olengo".
Il circolo è stato costituito il 15 giugno 1974, su iniziativa di un folto gruppo di cittadini della frazione. Da 22 anni, infatti, ad Olengo non esistevano circoli, dopo che nel 1952 si era estinto l'antico Circolo Operaio Agricolo, importante punto di riferimento per tutti gli agricoltori della zona.
La sede originaria, in affitto da privati, era ubicata in via Terdobbiate, e lì il circolo ha coltivato la sua vita sociale fino al 1991, anno in cui l'immobile non è più stato disponibile. Un grande movimento di solidarietà e di adesione si è creato in quel periodo intorno al circolo, che ha visto raddoppiare i suoi iscritti, ed ha ottenuto dal comune l'attuale sede, inaugurata a Natale 1992.
Ben radicato e attivo nella comunità, il circolo è noto fuori dai suoi "confini" per il tradizionale appuntamento della "Mangiada d'l'agna", con cui partecipa da sempre ai festeggiamenti in occasione della Festa Patronale, che si tiene il primo weekend di agosto.
Il circolo è (art. 1 dello statuto) un centro di vita associativa, autonomo, pluralista, apartitico, a carattere volontario, democratico, progressista e non persegue finalità di lucro.
Il suo scopo principale (art. 2 dello statuto) è promuovere socialità e partecipazione e contribuire alla crescita culturale e civile dei propri soci, realizzando attività creative, culturali e sociali nonché servizi.
Tutti i campi in cui si manifestano esperienze culturali, ricreative e formative e tutti quelli in cui si può dispiegare una battaglia civile contro ogni forma di ignoranza, di intolleranza, di violenza, di censura, di ingiustizia, di discriminazione, di razzismo, di emarginazione, di solitudine forzata, sono potenziali settori d'intervento del circolo.